# Llagostera de Baix
Llagostera de Baix és una masia de Taradell (Osona) inclosa a l'Inventari del Patrimoni Arquitectònic de Catalunya.

## Descripció
Masia de planta quadrada (12x12), coberta a dues vessants amb el carener perpendicular a la façana situada a migdia. Consta de planta i dos pisos. El portal de la façana és rectangular, les obertures, tres a cada planta, es distribueixen simètricament, i les del primer pis són balcons i el central és més complert que els altres. A nivell del primer pis hi ha també un rellotge de sol de color magre amb inscripció: "2 SETEMBRE ANY 1908". En aquest sector hi ha un mur que tanca el barri i ostenta unes esferes de pedra damunt els pilars del portal. A ponent s'hi adossa un cos de porxos, que consta de planta i primer pis. És cobert a una vessant i les obertures són d'arc rebaixat. A llevant s'hi adossa un altre cos de les mateixes característiques. A tramuntana hi ha diverses obertures i un porxo al primer pis. L'estat de conservació és bo.

## Història
La masia primitiva esmentada com la Llagostera abans de l'any 1325, i actualment es troba convertida en un ampli casa senyorial. La llagostera de Baix però no la trobem registrada en els documents parroquials fins al fogatge de 1533, quan està dins del terme parroquial de Santa Eugènia de Berga. En el nomenclàtor de la província de Barcelona de l'any 1860 la trobem citada com la Llagostera de Vall. L'any 1907 hi va néixer Ramon Masnou, fins fa poc Bisbe de Vic. El casal fou àmpliament reformant al segle xix, moment en què s'hi bastí la capella. Els fills de la casa s'han construït una casa nova a la part SE de l'edificació antiga.